# Elliptocyt
Elliptocyten of ovalocyten zijn abnormaal gevormde rode bloedcellen die ovaal of langwerpig lijken, van licht eivormig tot staaf- of potloodvormig. De lange as van de elliptocyt is minstens twee keer zo lang is als de korte as, anders is het een ovalocyt.. Ze hebben een normale centrale lichte vlek, waarbij de hemoglobine geconcentreerd lijkt aan de uiteinden van de langwerpige cellen wanneer bekeken door een lichtmicroscoop. De uiteinden van de cellen zijn stomp en niet scherp zoals bij sikkelcellen.
Elliptocyten worden vaak geassocieerd met de erfelijke aandoening elliptocytose. Ze kunnen echter ook worden gezien bij ijzergebreksanemie, sepsis, malaria, myelofibrose, thalassemie en andere pathologische aandoeningen die de omzet en/of productie van rode bloedcellen verminderen. In het geval van ijzergebreksanemie zouden microcytose en chlorose ook verwacht kunnen worden.
|  |  |  |